# Елекеев, Ержан Иракович
Ержан Иракович Елекеев (каз. Ержан Иракұлы Елекеев; род. 2 апреля 1986) — казахстанский дипломат. Чрезвычайный и Полномочный Посол Республики Казахстан в Кувейте (с 2025 года).

## Биография
Отец Ирак Касымович Елекеев — казахстанский политик, депутат Мажилиса Парламента Казахстана І и IV созывов.
В 2007 году окончил Казахстанско-Британский технический университет по специальности «Менеджмент», в 2011 году — магистратуру Университета Глазго.
2007—2012 годы — аналитик департамента по связям с инвесторами в АО «Разведка Добыча „КазМунайГаз“».
В 2012—2019 годах работал на различных должностях в АО «Самрук-Казына».
2019—2020 годы — руководитель направления по проектному управлению в компании Boston Consulting Group в Азербайджане.
2020—2021 годы — заместитель руководителя аналитической группы Центра социально-экономических реформ при Президенте Республики Казахстан.
2021—2022 годы — директор проектного офиса АО «Альфа-Банк Казахстан».
2022—2024 годы — управляющий директор по управлению активами и работе с проектами в АО «Национальный управляющий холдинг „Байтерек“».
С марта 2024 года по июль 2025 года — председатель правления АО «Национальная компания „Kazakh Invest“».
С 5 июля 2025 года — Чрезвычайный и Полномочный Посол Республики Казахстан в Государстве Кувейт.